# Howard Steward
Thomas Howard Steward (Montréal, 17 marzo 1869 – Montréal, 3 settembre 1951) è stato un giocatore di curling canadese.

## Biografia
Partecipò ai III Giochi olimpici invernali edizione disputata a Lake Placid (Stati Uniti d'America) nel 1932, riuscendo ad ottenere la seconda posizione nella squadra canadese con i connazionali John Leonard, Albert Maclaren e William Brown, partecipando per il Québec.
Nell'edizione le altre due nazionali canadesi ottennero il podio. La competizione ebbe lo status di sport dimostrativo